# Серторий Брокх
Серторий Брокх (на латински: Sertorius Brocchus) е политик и сенатор на Римската империя през 2 век.
През 120 г. той е управител на провинция Долна Мизия.